# Championnats du monde de biathlon 1993
Navigation
Novossibirsk 1992 Canmore 1994
Les Championnats du monde de biathlon 1993 se sont tenus du 9 au 14 février 1993 à Borovetz (Bulgarie). C'est la première fois que la Bulgarie accueille les Championnats du monde de biathlon. Avec la dissolution de l'URSS et la Tchécoslovaquie de nouveaux pays participent aux mondiaux de biathlon. Le relais féminin tchèque se distingue particulièrement le 14 février en apportant à la Tchéquie, indépendante depuis le 1er janvier, un premier titre mondial. Tchèques et Slovaques avaient disputé le début saison de Coupe du monde en décembre 1992 dans l'équipe de Tchécoslovaquie.

## Résultats

### Hommes
| Épreuve                        | Or                                                                            | Argent                                                                   | Bronze                                                             |
| ------------------------------ | ----------------------------------------------------------------------------- | ------------------------------------------------------------------------ | ------------------------------------------------------------------ |
| 13 février : Sprint 10 km      | Mark Kirchner Allemagne                                                       | Jon Åge Tyldum Norvège                                                   | Sergei Tarasov Russie                                              |
| 11 février : 20 km individuel  | Andreas Zingerle Italie                                                       | Sergei Tarasov Russie                                                    | Sergeï Tchepikov Russie                                            |
| 14 février : Relais 4 × 7,5 km | Italie Wilfried Pallhuber Johann Passler Pieralberto Carrara Andreas Zingerle | Russie Valeri Medvedtsev Valeri Kirienko Sergei Tarasov Sergei Tchepikov | Allemagne Sven Fischer Frank Luck Mark Kirchner Jens Steinigen     |
| 9 février : 20 km par équipes  | Allemagne Fritz Fischer Frank Luck Steffen Hoos Sven Fischer                  | Russie Alexei Kobelev Valeri Kirienko Sergei Loschkin Sergei Tchepikov   | France Gilles Marguet Thierry Dusserre Xavier Blond Lionel Laurent |

### Femmes
| Épreuve                       | Or                                                                   | Argent                                                                                 | Bronze                                                                  |
| ----------------------------- | -------------------------------------------------------------------- | -------------------------------------------------------------------------------------- | ----------------------------------------------------------------------- |
| 13 février : Sprint 7,5 km    | Myriam Bédard Canada                                                 | Nadejda Talanova Russie                                                                | Elena Belova Russie                                                     |
| 11 février : 15 km individuel | Petra Schaaf Allemagne                                               | Myriam Bédard Canada                                                                   | Svetlana Paramygina Biélorussie                                         |
| 14 février : Relais 4×7,5 km  | Tchéquie Jana Vapenikova Jirina Pelcova Iveta Roubickova Eva Hakova  | France Corinne Niogret Véronique Claudel Delphyne Burlet Anne Briand                   | Russie Svetlana Paniutina Nadejda Talanova Olga Simushina Elena Belova  |
| 9 février : 15 km par équipes | France Nathalie Beausire Delphyne Burlet Anne Briand Corinne Niogret | Biélorussie Natalia Permiakova Natalia Sychova Natalia Ryzhenkova Svetlana Paramyguina | Pologne Zofia Kiełpińska Krystyna Liberda Anna Stera Helena Mikołajczyk |

## Tableau des médailles
| Rang | Nation      | Or | Argent | Bronze | Total |
| ---- | ----------- | -- | ------ | ------ | ----- |
| 1    | Allemagne   | 3  | 0      | 1      | 4     |
| 2    | Italie      | 2  | 0      | 0      | 2     |
| 3    | France      | 1  | 1      | 1      | 3     |
| 4    | Canada      | 1  | 1      | 0      | 2     |
| 5    | Tchéquie    | 1  | 0      | 0      | 1     |
| 6    | Russie      | 0  | 4      | 4      | 8     |
| 7    | Biélorussie | 0  | 1      | 1      | 2     |
| 8    | Norvège     | 0  | 1      | 0      | 1     |
| 9    | Pologne     | 0  | 0      | 1      | 1     |